# Барицентрическое подразделение
Барицентри́ческое подразделе́ние симплициального комплекса — определённый тип подразделения комплекса на более мелкие симплексы.

## Определение
Барицентрическое подразделение симплициального комплекса {\displaystyle K} есть симплициальный комплекс {\displaystyle K'}, получающийся заменой симплексов комплекса {\displaystyle K} на более мелкие путём следующего процесса:
- каждый одномерный симплекс (отрезок) делится пополам;
- в предположении, что все симплексы размерности {\displaystyle \leqslant n-1} уже подразделены, разбиение любого n-мерного симплекса {\displaystyle \Delta } определяется посредством конусов над симплексами барицентрического подразделения границы {\displaystyle \Delta } с вершиной в барицентре симплекса {\displaystyle \Delta }.

## Свойства
- Вершины барицентрического подразделения находятся во взаимно однозначном соответствии с симплексами исходного комплекса {\displaystyle K}.
- Симплексы комплекса барицентрического подразделения находятся во взаимно однозначном соответствии с упорядоченными по включению конечными наборами симплексов из {\displaystyle K}.
  - В частности, если {\displaystyle K} — n-мерный комплекс, то вершины его барицентрического подразбиения {\displaystyle K'}   допускают раскраску в {\displaystyle n+1} цвет (по одному цвету на размерность соответствующего симплекса в {\displaystyle K}) такую, что вершины соединённые ребром имеют разные цвета.
- Диаметр каждого симплекса барицентрического подразделения некоторого n-мерного симплекса не превосходит произведение диаметра исходного симплекса на {\displaystyle {\tfrac {n}{n+1}}}. 
  - В частности, повторяя операцию барицентрического подразделения, можно сколь угодно сильно уменьшить диаметр каждого симплекса в конечном комплексе.